# 파기원
파기원(破棄院) 또는 파훼원(破毁院, 영어: Court of Cassation)은 상소절차에서 최종상급심을 맡아 하급법원들의 판결을 파기 또는 파훼하여 돌려보내는 역할을 담당하는 최고법원을 일컫는 용어로, 다음과 같은 법원들을 가리킬 수 있다.
- 프랑스 파기원: 프랑스 사법부에서 일반법원 중 최고법원
- 이탈리아 파기원: 이탈리아 사법부에서 일반법원 중 최고법원

| Disambiguation icon | 이 문서는 명칭이 같고 같은 종류에 속하는 여러 대상을 연결하는 색인 문서입니다. |